# Carl Hall

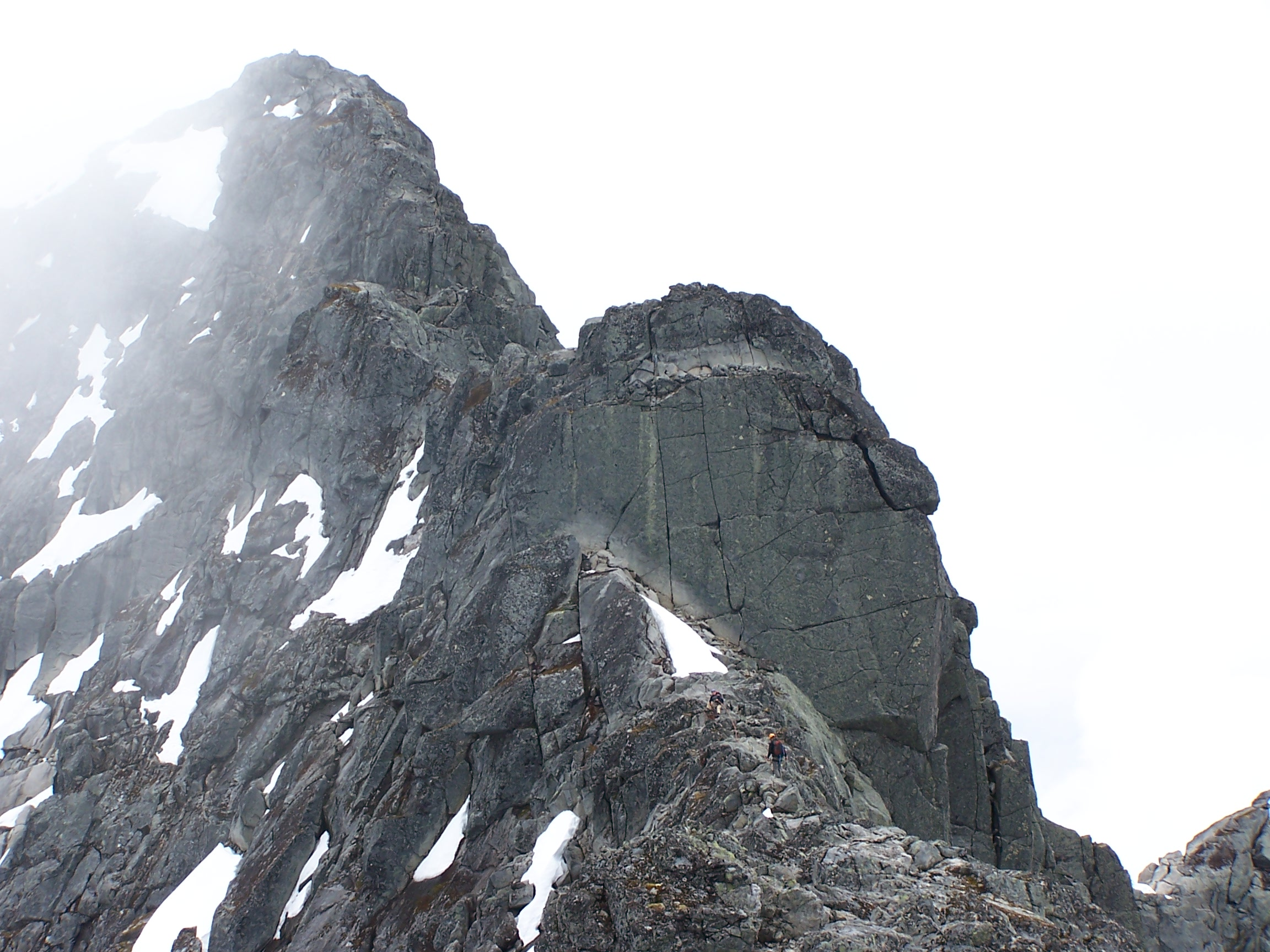
Halls hammer mellan Midtre och Vetle Skagastølstind är uppkallad efter Hall.

Carl Christian Hall (den yngre), född den 13 augusti 1848 i Frederiksberg, Köpenhamn, död 6 maj 1908, var en dansk redaktör, son till Carl Christian Hall den äldre.
Hall blev 1872 statsvetenskaplig kandidat och sedermera anställd i kolonialdepartementet. 
Han var 1880 med om att stifta Forening til forsvarets fremme och redigerade sedan 1881 veckotidningen "Vort forsvar". 
Hall företog 1880-1900 en hel rad djärva bergsbestigningar i Norge och gjorde totalt 46 första bestigningar av norska berg, inklusive 24 toppar i högfjällsområdet Jotunheimen.